# Surobash
Surobash (persa: سورباش , Sūrobāsh), también conocida como Sarv, Sarvbāsh, Sorūbāsh y Surubāsh, es una localidad ubicada en el distrito rural de Kushk-e Nar en la provincia de Hormozgan, Irán. Según el censo de 2006, su población era de 525 personas, en su mayoría sunitas de origen persa o árabe.